# Минервина
Минерви́на (лат. Minervina; III—IV века) — римская матрона, конкубина или первая супруга императора Константина I Великого, мать старшего из его сыновей — Криспа.

## Биография
В источниках сохранилось очень мало информации о Минервине. Так, в «Извлечениях о цезарях» и у Зосима она упоминается только в связи с провозглашением её сына цезарем, и там о ней говорят как о конкубине императора. Из панегирика, написанного по случаю женитьбы Константина на Фаусте, следует, что для него это был уже второй брак, но неясно, была ли первой женой Минервина или другая женщина.